# Paul Seymour
Paul Norman Seymour (30 de janeiro de 1928 - 5 de maio de 1998) foi um jogador e treinador de basquetebol estadunidense. Ele jogou no collegiately Universidade de Toledo, E teve uma carreira de 12 anos no NBA e seu antecessor, o Basketball Association of America (BAA). Ele jogou sua primeira temporada para o Baltimore Bullets da BAA, o restante de sua carreira foi com o Syracuse Nationals. Ele foi três vezes All-Star. Para uma boa parte de sua carreira, Seymour foi um jogador-treinador para os Nats.
Seymour mais tarde tornou-se um treinador de sucesso na NBA, treinando quatro equipes diferentes em oito temporadas.
Seymour foi mencionado no ESPN documentário, Black Magic, que contou a história de Africano-americanos e basquete. Em um segmento sobre Cleo Hill, Foi revelado que durante a temporada de 1961-62, Bob Pettit e Cliff Hagan abordada a gestão e reclamou que Hill foi tirando fotos demais. (Supostamente, este foi apenas um disfarce para a sua vontade de não jogar com um companheiro Africano-Americana.) Gestão concedeu o seu desejo, dizendo Seymour severamente a diminuir o papel ofensivo Hill. Seymour recusou e foi demitido em 14 jogos na temporada.
Enquanto treinador, em Baltimore durante a temporada 1965-1966, Seymour deliberadamente terminou Johnny Kerr's então recorde de jogos consecutivos-jogado raia de 844 jogos pelo benching o capitão da equipe para um jogo. Segundo Kerr, só depois de The Game fez Seymour dizer Kerr sobre sua intenção de acabar com raia de Kerr, dizendo: "Isso vai tomar a pressão fora de você." 
Seymour ainda partes, com o ex-companheiro Red Rocha, O recorde da NBA para a maioria dos minutos em um jogo de playoff, com 67.